# Edison (Ohio)
Edison es una villa ubicada en el condado de Morrow en el estado estadounidense de Ohio. En el Censo de 2010 tenía una población de 437 habitantes y una densidad poblacional de 587,9 personas por km².

## Geografía
Edison se encuentra ubicada en las coordenadas 40°33′30″N 82°51′48″O / 40.55833, -82.86333. Según la Oficina del Censo de los Estados Unidos, Edison tiene una superficie total de 0.74 km², de la cual 0.74 km² corresponden a tierra firme y (0%) 0 km² es agua.

## Demografía
Según el censo de 2010, había 437 personas residiendo en Edison. La densidad de población era de 587,9 hab./km². De los 437 habitantes, Edison estaba compuesto por el 98.86% blancos, el 0.23% eran afroamericanos, el 0% eran amerindios, el 0.23% eran asiáticos, el 0% eran isleños del Pacífico, el 0% eran de otras razas y el 0.69% pertenecían a dos o más razas. Del total de la población el 1.83% eran hispanos o latinos de cualquier raza.